# National Centre for Early Music

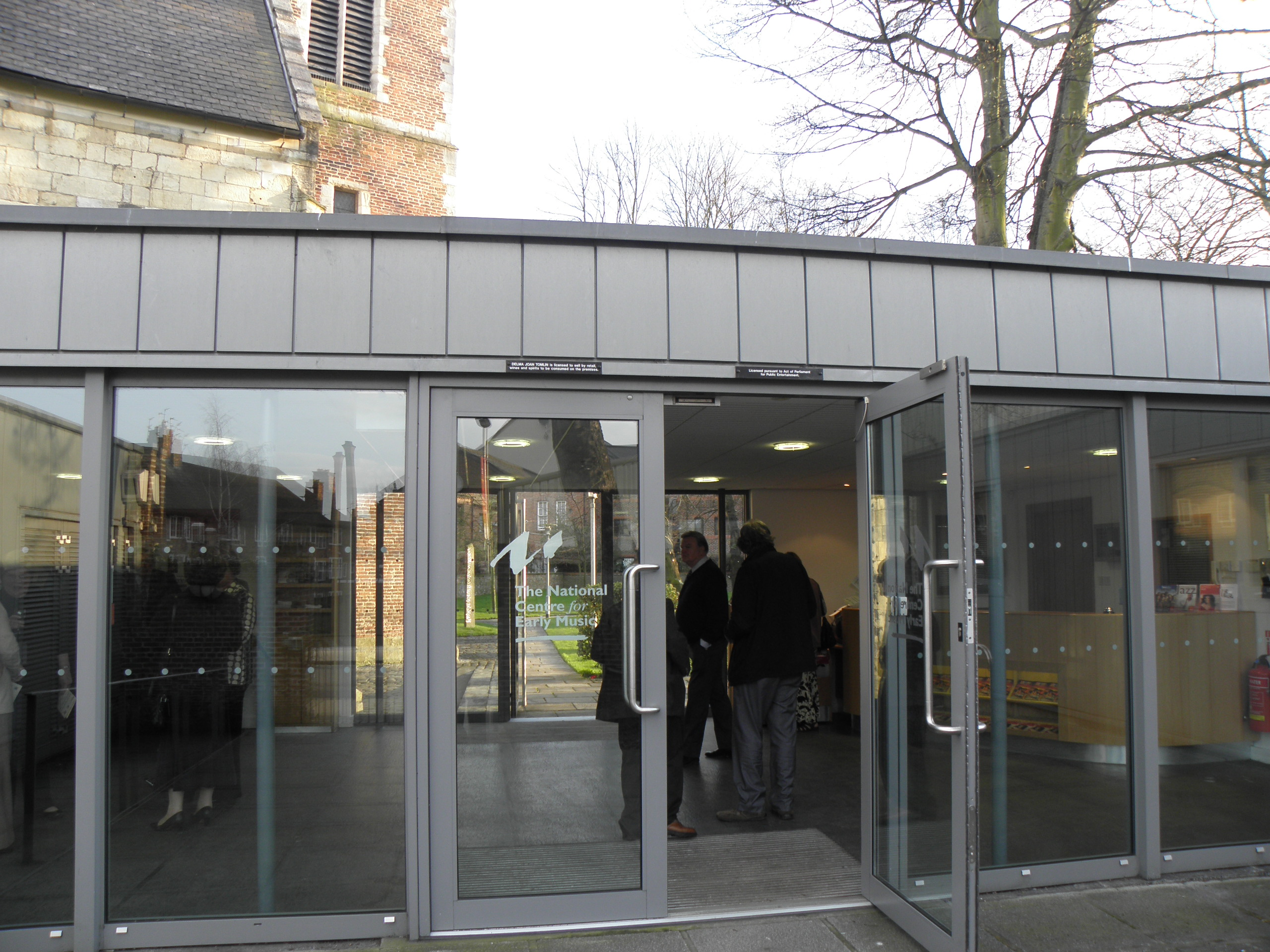

Het National Centre for Early Music of NCEM is een organisatie in het Engelse York. Het centrum voor oude muziek werd opgericht in 2000 en bestaat uit een concert- en opnameruimte. Het centrum is gevestigd in de door van Heyningen and Haward Architects verbouwde St Margaret's-kerk.